# Marek (Łewkiw)
Marek, imię świeckie Mychajło Stepanowycz Łewkiw (ur. 20 listopada 1979 w Reklińcu) – biskup Kościoła Prawosławnego Ukrainy (do 2018 Ukraińskiego Kościoła Prawosławnego Patriarchatu Kijowskiego).

## Życiorys
W 2003 ukończył z wyróżniającymi się wynikami Wołyńskie Seminarium Duchowne w Łucku. 17 kwietnia 2003 złożył wieczyste śluby mnisze przed biskupem czernihowskim i nieżyńskim Michałem, przyjmując imię Marek na cześć Marka Pieczerskiego. 18 kwietnia 2003 ten sam hierarcha wyświęcił go w soborze Świętej Trójcy w Łucku na hierodiakona. 20 kwietnia tego samego roku przyjął święcenia kapłańskie z rąk metropolity łuckiego i wołyńskiego Jakuba.
Od 2003 do 2008 był przełożonym monasteru św. Mikołaja w Żydyczynie, równolegle także spowiednikiem słuchaczy Wołyńskiego Seminarium Duchownego, zaś od 2007 spowiednikiem mniszek monasteru Narodzenia Pańskiego we Włodzimierzu. Od 2006 do 2007 był dodatkowo przełożonym monasteru Narodzenia Matki Bożej w Łucku i proboszczem parafii św. Dymitra w Łucku. W październiku 2007 otrzymał godność ihumena i objął obowiązki sekretarza eparchii wołyńskiej. W roku następnym przeniesiony do eparchii kijowskiej, zamieszkał w monasterze św. Michała Archanioła o Złotych Kopułach. W 2009 otrzymał godność archimandryty. 25 stycznia 2009 nominowany na biskupa kirowohradzkiego i hołowanowskiego, 1 lutego tego samego roku przyjął chirotonię biskupią z rąk patriarchy kijowskiego i całej Rusi-Ukrainy Filaretem, metropolity perejasławsko-chmielnickiego Dymitra, arcybiskupów łuckiego i wołyńskiego Michała, czerkaskiego i czehryńskiego Jana, biskupów charkowskiego i bohoduchowskiego Laurentego oraz wasylkowskiego Eustratego.